# اونزویل (کالیفرنیا)
اونزویل (به انگلیسی: Owensville) یک منطقهٔ مسکونی در ایالات متحده آمریکا است که در شهرستان اینیو، کالیفرنیا واقع شده‌است. اونزویل ۱٬۲۵۵ متر بالاتر از سطح دریا واقع شده‌است.